# شيريل لي
شيريل لي (بالإنجليزية: Sheryl Lee) هي ممثلة اميركية (من مواليد 22 أبريل 1967). حظيت باهتمام عالمي لأدائها دور لورا بالمر ومادي فيرغسون في المسلسل التلفزيوني الناجح عام 1990 توين بيكس وعام 1992 في فيلم توين بيكس: النار تمشي معي. وكما أنها معروف لتمثيلها دور المصورة استريد كيرشنر في فيلم باكبيت (1994) ولها أدوار في فيلم مصاصو الدماء (1998) وعظمة الشتاء (2010)، فضلا عن أدوارها في مسلسلات تلفزيونية مثل أطباء لوس انجلس، وكينغبين، ون تري هيل وديرتي سكسي ماني. وقد مثلت أيضا في برودواي في مسرحية سالوم للكاتب أوسكار وايلد.

## روابط خارجية
- شيريل لي على موقع IMDb (الإنجليزية)
- شيريل لي على موقع قاعدة بيانات الأفلام العربية
- شيريل لي على موقع ألو سيني (الفرنسية)
- شيريل لي على موقع ميوزك برينز (الإنجليزية)
- شيريل لي على موقع أول موفي (الإنجليزية)
- شيريل لي على موقع قاعدة بيانات برودواي على الإنترنت (الإنجليزية)
- شيريل لي على موقع قاعدة بيانات الأفلام السويدية (السويدية)
- شيريل لي على موقع إن إن دي بي (الإنجليزية)
- شيريل لي على موقع ديسكوغز (الإنجليزية)
- شيريل لي على موقع قاعدة بيانات الفيلم (الإنجليزية)